# Tolfa
Tolfa è un comune italiano di 4 671 abitanti della città metropolitana di Roma Capitale nel Lazio.

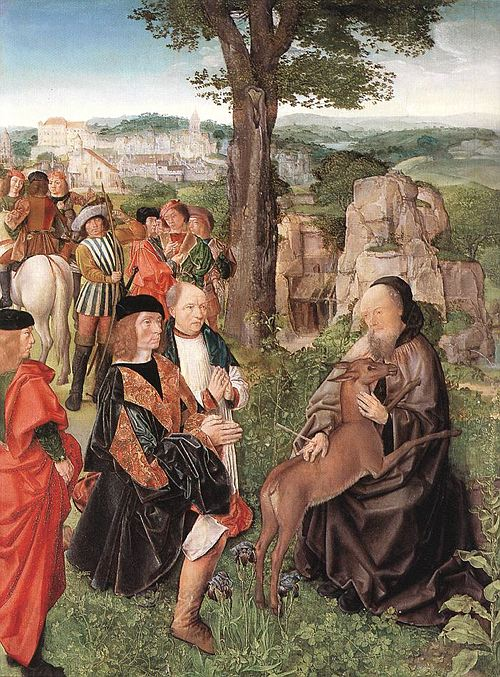
Sant'Egidio Abate e i Goti.

## Geografia fisica

### Territorio
Centro agricolo dei Monti della Tolfa, pittorescamente addossato a scoscese rupi trachitiche, sul versante meridionale del gruppo.
La parte vecchia, immediatamente sottostante alla rocca Frangipane oggi distrutta, ha una caratteristica pianta a semicerchio, adattata alla forma del colle conico; da essa si diramano tre appendici più recenti, protese ai lati delle principali vie di accesso.
La natura vulcanica e la presenza di numerosi minerali metallici ha facilitato l'insediamento umano.
L'estensione del territorio arriva fino alle coste tirreniche, dove è situata la frazione di Santa Severa Nord. Tolfa, dopo la costituzione del comune di Santa Marinella, ha perduto l'accesso al mare. Rimangono alcuni diritti di uso civico alla foce del Rio Fiume.

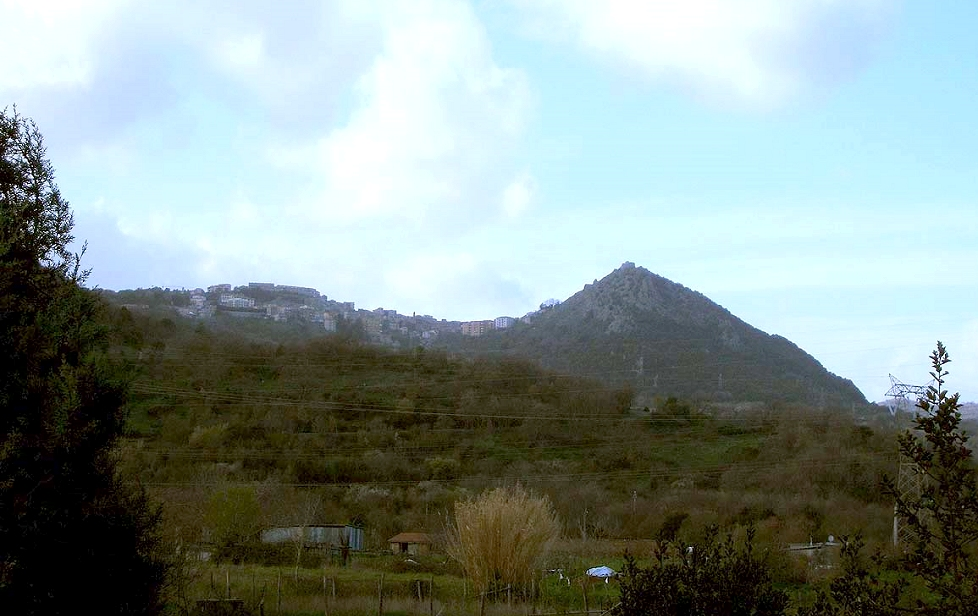
Veduta di Tolfa.

### Clima
- Classificazione climatica: zona D, 2070 GR/G

## Origini del nome
Il termine Tolfa ha origine incerta: potrebbe derivare da "Tulphae", dalla radice tol- (sollevare), riferito alla sua posizione geografica; oppure, secondo un'altra ipotesi, potrebbe riferirsi al nome di un principe longobardo, forse Agilulfo o Ataulfo.

## Storia
Nel territorio di Tolfa sono ben documentate, tramite ritrovamenti archeologici, l'età della pietra (in particolare paleolitico e neolitico) e l'età del rame. Attestata con notevole ricchezza di fonti archeologiche dirette è l'età del bronzo (ultimo quarto del III millennio a.C. - inizio del I millennio a.C.). L'area era densamente popolata da villaggi che gradualmente si stabilizzano, attraverso un processo di selezione in favore delle sedi più idonee ai sistemi di vita in progressiva trasformazione (ess.: bronzo antico: Bufalareccia, Fosso del Laghetto; bronzo medio: la Sughera, la Tolfa, Pian Sultano; bronzo recente: Rota); via via i gruppi si concentrano in luoghi ben circoscritti e difesi dove l'abitato prospera specialmente nel bronzo finale (la Tolfa; la Tolfaccia, Elceto e Monte Rovello nel contermine territorio di Allumiere); nell'età del bronzo finale non mancano impianti in luoghi aperti, forse con funzioni complementari rispetto ai centri su area difesa (es.: la Concia) e tombe ad incinerazione, sia raggruppate, sia isolate (Poggio della Capanna, Poggio Finocchiara, Coste del Marano). Da ricordare che la fase piena del bronzo finale medio-tirrenico, giacché esemplarmente rappresentata dagli oggetti bronzei del ripostiglio delle Coste del Marano, è universalmente nota come fase Tolfa. Anche lo stesso Monte della Rocca (come oggi viene detto il picco roccioso della Tolfa) ospitò, dunque, un abitato dell'età del bronzo, di cui è però incerta la continuità con il successivo abitato di epoca storica. Caratteristico di tutto il territorio dei Monti della Tolfa, e condiviso con altre aree interne dell'Etruria, è infatti un periodo di apparente abbandono o di meno intensa frequentazione, corrispondente alla fase iniziale della prima età del ferro (X secolo a.C.), quando la popolazione dei villaggi dell'età del bronzo finale contribuì allo sviluppo demografico dei nascenti centri protourbani (Tarquinia, Cerveteri, ecc.). La graduale rioccupazione del territorio condusse alla stabilizzazione di un sistema di insediamenti etruschi, prevalentemente di piccole dimensioni, noti specialmente per l'evidenza dei rispettivi gruppi di tombe a camera (costruite con pietre o intagliate nel tufo a seconda del substrato locale). Dopo l'età romana, ben rappresentata nel territorio comunale, poche le informazioni disponibili, fino alla prima menzione nota del nome della Tolfa, del 13 marzo 1201 (documento contenuto nella Margarita Cornetana). Agli inizi del secolo XIII, nella sistemazione territoriale del Patrimonio di San Pietro fatta dal papa Innocenzo II, il territorio venne riconosciuto come proprietà della Santa Sede.

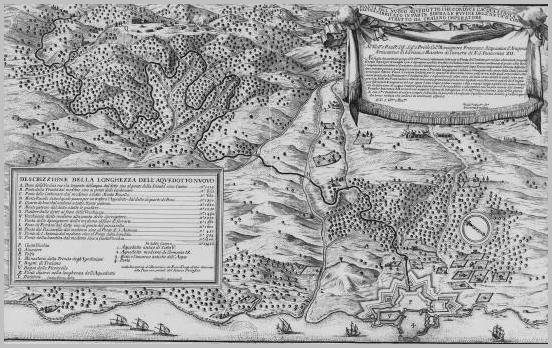
Antica piantina di Tolfa.

Appartenuta ai signori locali di Tolfa vassalli dei conti Anguillara venne poi occupato dai viterbesi nel secolo XIV, e successivamente infeudato prima ai Capocci e poi a Ludovico e Pietro Frangipane, che cinsero l'abitato di mura ed ebbero vivaci contrasti con la Camera Apostolica a causa dei diritti sui giacimenti di alunite scoperti nel 1460-1462 dal cardinale Giovanni di Castro, che nel 1463 ottenne da papa Pio II la concessione venticinquennale per lo sfruttamento delle miniere (con la facoltà di fabbricare l'edificio dell'allume) nella zona, finché la vertenza fu composta e il territorio passò alla Camera Apostolica. Finiti i venticinque anni di concessione di Giovanni di Castro, le miniere furono affittate da Agostino Chigi, nobile senese, che ottenne anche la concessione della Rocca di Tolfa, cioè lo sfruttamento agro-pastorale della zona, con la facoltà di tenervi un proprio castellano. Nel 1502 tale castellano fu Nicola Sergardi senese, il quale trasportò diversi pezzi di artiglieria del castello con le armi del Signore della Rocca della Tolfa nelle fortezze di Porto Ercole e Talamone, facenti parte allora del dominio senese Basilio Pergi storico tolfetano.  Le cave di allume con l'amministrazione Chigi si svilupparono al di là di ogni rosea speranza, e il papa stabilì che il ricavato servisse a finanziare la guerra contro i turchi, come risulta, tra l'altro, da un atto notarile nell'Archivio Vaticano, datato 1513, inerente al rinnovo dell'appalto Chigi da parte di Leone X, che porta come titolo «Appaltum Alluminum Sanctae Crociatae».Documento senza titolo L'industria dell'allume, minerale per il cui approvvigionamento non si poteva più contare sui giacimenti compresi nei territori ormai preclusi dalla caduta di Costantinopoli (1453), determinò un improvviso sviluppo della Tolfa, che nel 1530 ebbe da Clemente VII gli statuti di comune autonomo e si allargò rapidamente oltre la cerchia muraria; il complesso sorto vicino alle cave, a circa quattro chilometri dalla Tolfa, composto dallo stabilimento per la lavorazione dell'allume ("le allumiere") e da fabbricati costruiti per alloggiare gli operai, dette vita al paese di Allumiere, divenuto comune autonomo nel 1826.
Nel 1799 la Tolfa, a seguito della rivolta contro la Repubblica Romana, repressa dalle truppe francesi, fu saccheggiata e i resti della rocca, che avevano costituito l'estremo baluardo dei ribelli, furono ulteriormente danneggiati. Il 10 ottobre 1943 furono dodici uomini dai nazisti

### Simboli
Lo stemma della Città di Tolfa è stato riconosciuto con decreto del capo del governo del 5 maggio 1937.
Il gonfalone è un drappo di colore bianco, listato, ai lati, da due bande di rosso, caricato nel centro dello stemma comunale, e con l'iscrizione centrata "Communitas Tulphae.

## Monumenti e luoghi d'interesse

### Architetture religiose
- La chiesa di Sant'Egidio Abate

È, dopo la chiesa del monte della Rocca, la chiesa più antica che si trova a Tolfa. È situata nella parte antica del paese, sotto il monte della Rocca. La chiesa collegiata di Sant'Egidio Abate ha subito molti rifacimenti nel corso dei secoli; la sua abside, localmente chiamata "il torrione", era parte della cinta muraria della Tolfa medioevale. L'attuale facciata in travertino e pianelle è degli anni sessanta.
- Chiesa del Santissimo Crocifisso
- Chiesa di Sant'Antonio di Padova
- Chiesa della Madonna della Sughera
- Chiesa di San Francesco d'Assisi
- Chiesa della Madonna della Pietà

Vi sono anche resti di chiese sconsacrate:
- Chiesa delle suore di San Giuseppe dell'apparizione
- Chiesa di Santa Maria della Misericordia, eretta nei primi anni del Cinquecento e sconsacrata nel 1860
- Chiesa di San Girolamo, che si trova all'interno di Rota

Il convento dei padri agostiniani
Il convento dei padri agostiniani è attiguo al cimitero e alla chiesa della Madonna della Sughera la cui costruzione fu iniziata da Agostino Chigi agli inizi del Cinquecento. Recentemente restaurato, ospita il nuovo museo civico e la biblioteca comunale di Tolfa. La chiesa della Madonna della Sughera, fu costruita attorno ad un albero di sughero su cui, da due cacciatori, era stata rinvenuta l'immagine di una Madonna con il Bambino Gesù.
Il convento dei padri cappuccini
Il convento e la chiesa dei padri cappuccini sono del XVII secolo. Dopo anni d'abbandono seguiti alla partenza dei frati cappuccini da Tolfa, il convento è stato reso di nuovo abitabile dai gruppi archeologici d'Italia che per oltre vent'anni l'hanno utilizzato come campo scuola di archeologia. Dal 2017 la gestione è passata all’associazione del Centro Studi Italo-Norvegese che lo utilizza per le sue attività.

### Architetture civili
Il palazzaccio

È l'antica sede del comune di Tolfa, situato nella parte antica del paese.
Il palazzo comunale

Fu costruito attorno al 1860 come seminario della diocesi di Civitavecchia ma non fu mai usato per lo scopo per cui era stato costruito. Servì dapprima come caserma di soldati francesi e poi da Palazzo Comunale. Dobbiamo ad un ufficiale francese l'orto botanico, che fu in seguito trasformato in un giardino comunale.

### Architetture militari
I castello del monte della Rocca

Il castello dei Frangipane, è una tipica rocca medioevale. Fu l'ultimo bastione di difesa per tantissimi secoli e riuscì a proteggere il popolo tolfetano anche dall'esercito napoleonico. La chiesa della Rocca è lo scrigno di Tolfa. È situata vicino al castello e fu costruita per l'esigenza del popolo tolfetano di avere una chiesetta in cima "al monte", che proteggesse il paese dall'alto.

### Siti archeologici
- Necropoli della Riserva del Ferrone, dove sono state scoperte oltre 40 tombe etrusche.[9]
- Necropoli Pian della Conserva, indagata sin dal 1865, dove sono state scoperte oltre 90 tombe etrusche.[10]

## Società

### Evoluzione demografica
Abitanti censiti

### Religione
| Religione           | Religione           |  | Percentuale | Percentuale |
| ------------------- | ------------------- |  | ----------- | ----------- |
| Cristiani Cattolici | Cristiani Cattolici |  | 99,2%       | 99,2%       |
| Musulmani           | Musulmani           |  | 0,5%        | 0,5%        |
| Cristiani Ortodossi | Cristiani Ortodossi |  | 0,1%        | 0,1%        |

La parrocchia di Tolfa appartiene alla diocesi di Civitavecchia-Tarquinia, che è una sede della Chiesa cattolica immediatamente soggetta alla Santa Sede, appartenente alla Regione ecclesiastica Lazio. È intitolata a Sant'Egidio Abate.

### Tradizioni e folclore
Tra le tradizioni più antiche che si sono tramandate nei secoli tra la popolazione tolfetana, sicuramente ci sono quelle religiose, essendo presenti a Tolfa, fin dal secolo XVI, numerose confraternite, che organizzavano ed organizzano ancora oggi alcune processioni.
La più suggestiva, e forse la più bella tra le processioni, è sicuramente quella del Venerdì Santo, accompagnata dalla banda, dal coro del Popule Meus e dai flagellanti.
Una seconda processione suggestiva è quella di Sant'Antonio Abate, protettore degli animali. La statua del Santo, portata a spalla lungo le vie del centro storico, è contornata da centinaia di cittadini che illuminano le strade con torce di cera; inoltre il giorno 17 gennaio, festa del Santo, c'è la tradizionale benedizione degli animali. Dopo la processione sono innalzati dei palloni colorati.
Un'altra tradizione importante per i tolfetani è quella della Pastorella. La prima Pastorella (ufficiale) a Tolfa fu organizzata nel 1929 da Checco del Tamburì, che suonava una foglia, successivamente e fino ad oggi è organizzata dalla banda musicale, che rallegra le vie del paese per tutta la notte del 24 dicembre.

## Cultura

### Istruzione

#### Biblioteche
A Tolfa è presente una biblioteca, ospitata all'interno del convento dei padri agostiniani.

#### Scuole
Nel territorio comunale sono presenti varie strutture scolastiche:
- la scuola dell'infanzia e la scuola elementare "Giovanni XXIII"
- la scuola secondaria di primo grado "Salvo D'Acquisto"
- Esiste anche il centro studio italo-norvegese, organizzato nel 1995 nell'ex-Convento delle suore francescane dell'apparizione.

#### Musei
Tolfa ospita un grande museo civico che si trova all'interno del convento dei padri agostiniani: qui si incontrano cultura, arte, scultura e tesori accumulati nel territorio nel corso dei secoli, soprattutto appartenenti alla civiltà etrusca.

### Musica
Nella città opera la banda musicale "Giuseppe Verdi", che anima le varie processioni e le feste popolari, soprattutto in occasione del Santo Natale e del Carnevale.

### Cucina
La cucina tolfetana è una cucina fatta di poche pietanze. Il piatto tipico della cucina tolfetana è l'“acquacotta”: una zuppa di verdure della Maremma tosco-laziale. La sua storia risale ai popoli italici che erano soliti offrire alle divinità, piatti di verdure stagionali. Essa è un piatto con molte varianti stagionali, preparato con verdure coltivate o di campo, alle quali va aggiunto il “battuto” (lardo di maiale) e la “persa” (maggiorana), il tutto versato in una scodella con alla base alcune fette di pane di grano duro. Un altro piatto è il “baccalà in agro e dolce”, tipico delle feste natalizie composto da baccalà, cipolla, uva passa, quarti di mela essiccati, prugne secche, visciole secche e peperoncino.

### Eventi
- TolfArte; dal 2005 si celebra nel primo week-end di agosto il festival dell'arte di strada ed artigianato artistico TolfArte, grande manifestazione che negli anni si è distinta nella regione Lazio arrivando ad aggiudicarsi il premio per il miglior festival dell'arte emergente. Tra le vie principali del paese e nel centro storico sono presenti artisti e musicisti provenienti da tutta Italia, che danno vita ad uno spettacolo unico ed emozionante attirando una folta platea di persone provenienti da tutto il comprensorio e dalla capitale. Tra gli artisti più conosciuti che si sono esibiti nel corso degli anni si ricordano: Simone Cristicchi, i Nobraino, la Banda Osiris.
- Olimpiadi della Cultura e del Talento: concorso scolastico multidisciplinare nato nell'anno 2009. Il concorso si articola in 3 fasi: eliminatorie, semifinali e finali e Tolfa è sede storica delle finali internazionali che generalmente si svolgono tra fine Aprile e inizio Maggio. Nell'anno 2014 il concorso ha ricevuto la medaglia di rappresentanza dal Presidente emerito della Repubblica Giorgio Napolitano.[12]
- TolfaShortFilmFestival; dal 2012 al 2014 si è svolto a Tolfa, organizzato dall'associazione CivitaFilmCommission. A partire dal 2015, l'associazione ha trasferito il festival a Civitavecchia, modificato la formula ed il nome, che è divenuto International Tour Film Festival[13].

## Geografia antropica

### Suddivisioni storiche
Rioni
I rioni sono le ripartizioni storiche in cui è suddiviso il centro cittadino. La città era suddivisa dapprima in 5 rioni, saliti poi a 7 in epoca contemporanea. I rioni, sono così distribuiti:
- Rione Rocca
- Rione Bassano
- Rione Poggiarello
- Rione Lizzera
- Rione Casalaccio
- Rione Cappuccini
- Rione Sughera
- Rione Battaglione

## Economia
Le coltivazioni agricole prevalenti sono quelle dei cereali, degli ortaggi e della vite.
Importante è l'allevamento del bestiame con gli allevamenti di bovini maremmani e dei famosi cavalli tolfetani. Industrie per l'estrazione del caolino e varie altre attività artigianali completano il panorama economico del paese. Presente anche il commercio del legname e un certo turismo estivo.
La produzione artigianale di Tolfa trova nella borsa detta "catana" la sua massima espressione.
La catana sarebbe nata nel 1575, ad opera di un tale "Mastro Stefano".
Negli anni settanta la catana sbarca addirittura negli Stati Uniti e negli anni ottanta la "borsa di Tolfa" era diffusissima tra gli studenti italiani.

## Infrastrutture e trasporti

### Strade
Le principali direttrici stradali che interessano il comune sono:
- Strada provinciale 3/a (nord) Braccianese Claudia;
- Autostrada A12 Roma - Civitavecchia;
- Strada statale 1 Via Aurelia.

### Mobilità urbana
I trasporti interurbani di Tolfa vengono svolti con autoservizi di linea gestiti da COTRAL.

## Amministrazione
| Periodo        | Periodo        | Primo cittadino         | Partito                           | Carica  | Note          |
| -------------- | -------------- | ----------------------- | --------------------------------- | ------- | ------------- |
| 6 giugno 1993  | 12 maggio 2001 | Pietro Lucidi           | Lista civica                      | Sindaco | [ 14 ] [ 15 ] |
| 13 maggio 2001 | 15 maggio 2011 | Alessandro Battilocchio | Lista civica Per Tolfa            | Sindaco | [ 16 ] [ 17 ] |
| 16 maggio 2011 | 5 ottobre 2021 | Luigi Landi             | Lista civica Progetto Tolfa       | Sindaco | [ 1 ]         |
| 5 ottobre 2021 | in carica      | Stefania Bentivoglio    | Lista civica Tolfa scenari futuri | Sindaco | [ 1 ]         |

### Gemellaggi
- Dingle
- Għajnsielem
- Salobreña
- Slovenske Konjice

### Altre informazioni amministrative
- Fa parte della Comunità montana Monti della Tolfa

## Sport

### Calcio

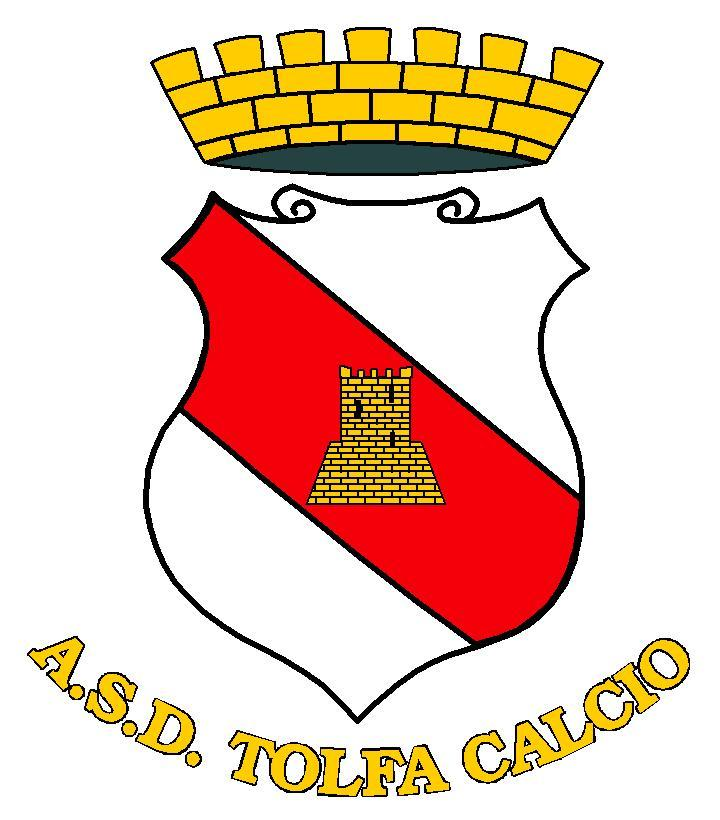
Stemma del Tolfa Calcio.

- ASD Tolfa Calcio che, nel campionato 2022-23, milita nel campionato maschile di Promozione.[18]

### Ciclismo
Il gruppo ciclistico Tolfa nasce nell'estate del 1983 dalla passione per il ciclismo di una decina di persone. I colori sociali del gruppo sono il rosso e il bianco.

### Pallavolo
La pallavolo Tolfa nacque da un'idea della signora Carrassi che gestiva una camiceria nell'oratorio della parrocchia. La squadra si chiamava T. T. T. (Trasformazioni Tessili Tolfa) e tutte le ragazze che lavoravano nel laboratorio furono coinvolte nell'iniziativa. L'anno seguente, con il nome U. S. Pallavolo Tolfa, la squadra si affiliò alla FIPAV con il numero di matricola 1206000004, risultando così la quarta società della provincia di Roma iscritta alla Federazione Nazionale.

### Podismo
Il gruppo podistico Airone fu fondato nel 1998. Il fiore all'occhiello dell'Airone è "L'Arrampicata", gara podistica in salita che si disputa ad agosto.

### Impianti sportivi
- Stadio Scoponi Felice
- Palestra comunale Angelo Moretti
- Tennis Club Monti della Tolfa